# 貫翻棋
貫翻棋（Troll），是由Jean Claude Rosa在1993年推出的兩人棋類，是基於黑白棋的貫棋類遊戲。

## 棋具
- 同黑白棋棋具。

## 規則
- 空秤開局，每方回合依必須下一枚己子於空棋位，白方不可下於兩側豎行、黒方不可下於頂底兩橫行。當下棋使敵棋被橫、豎、斜方向兩端被己棋夾住，則翻為己棋顏色。
- 白方以己棋以邊相連，連結頂底兩邊獲勝；黒方以己棋以邊相連，連結兩側邊獲勝[1][2]。

## 外部連結
- 遊戲介紹 （页面存档备份，存于）
- 遊戲下載